# Majcichov
Majcichov (bis 1927 slowakisch auch „Matejchov“; ungarisch Majtény) ist eine Gemeinde im Westen der Slowakei, mit 2181 Einwohnern (Stand 31. Dezember 2024). Sie gehört zum Okres Trnava und übergeordnetem Bezirk Trnavský kraj.

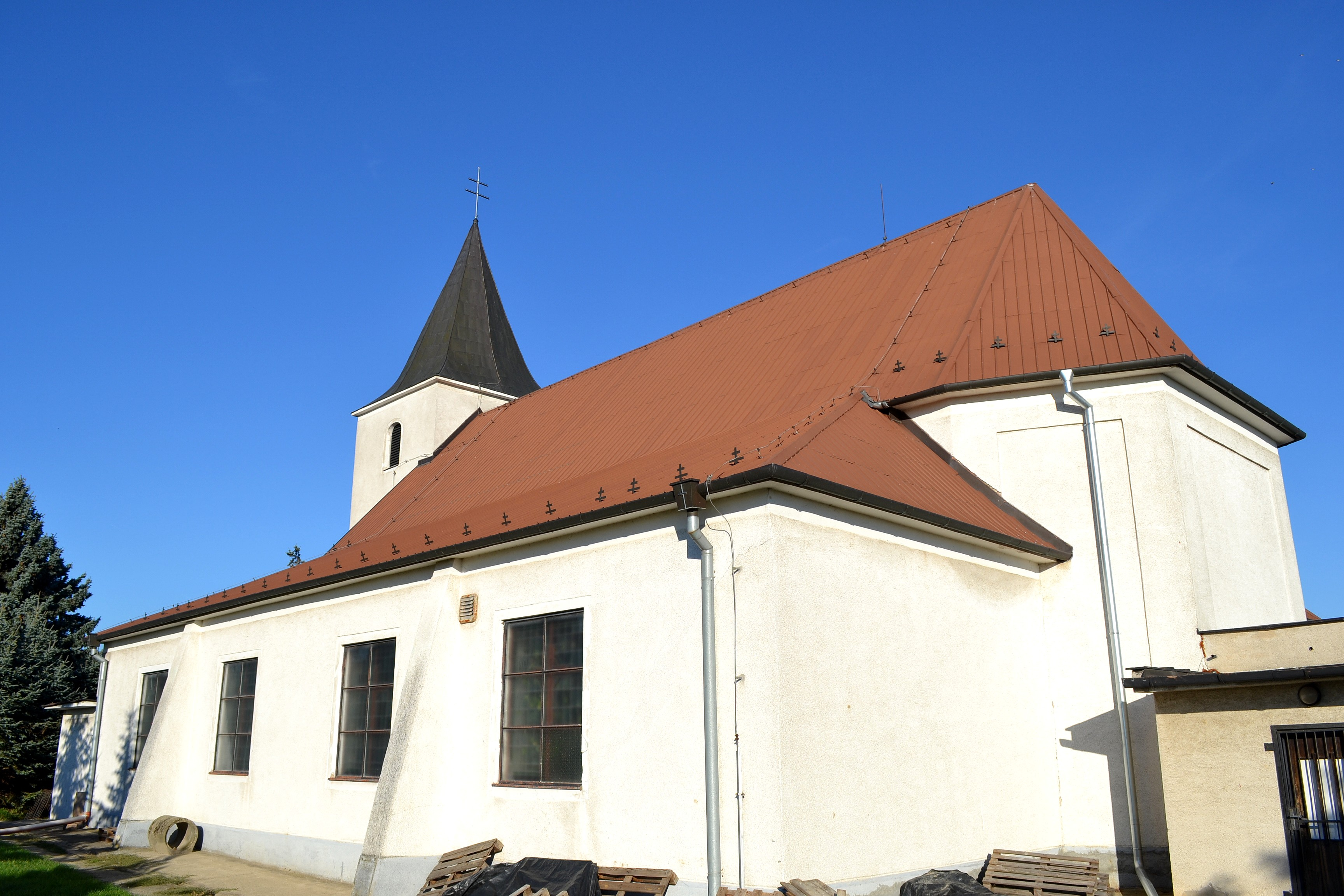
Kirche

## Geographie
Die Gemeinde liegt im slowakischen Donautiefland beim Zusammenfluss von Trnávka und Dolný Dudváh. Das auf der Höhe von 149 m n.m. liegende Ortszentrum ist 11 Kilometer von Trnava entfernt.
Das Katastralgebiet von Majcichov grenzt an folgende Gemeinden: Zeleneč, Opoj, Vlčkovce, Sereď, Hoste, Abrahám, Pavlice und Voderady.

## Geschichte
Majcichov wurde zum ersten Mal 1266 schriftlich erwähnt und gehörte zu verschiedenen Grundbesitzern. 1828 hatte der Ort 84 Häuser und 603 Einwohner.

## Bevölkerung
| Jahr                | 1994 | 2004    | 2014    | 2024     |
| ------------------- | ---- | ------- | ------- | -------- |
| Anzahl der Personen | 1849 | 1857    | 1912    | 2181     |
| Unterschied         |      | +0,43 % | +2,96 % | +14,06 % |

| Jahr                | 2023 | 2024    |
| ------------------- | ---- | ------- |
| Anzahl der Personen | 2179 | 2181    |
| Unterschied         |      | +0,09 % |

## Sehenswürdigkeiten
- Römisch-katholische Kirche, ursprünglich im romanischen Stil im 13. Jahrhundert errichtet. Die Geschichte des Kirchturms geht allerdings ins 9. Jahrhundert zurück.
- Barocke Kapelle aus dem 18. Jahrhundert
- Neoklassizistisches Landschloss aus dem Ende des 19. Jahrhunderts
- Das Gedenkhaus von Ján Palárik, der 1870 hier starb